# Dorian Awards 2018
La 9ª edizione dei Dorian Awards si è tenuta nel 2018 a Los Angeles. Durante la cerimonia sono state premiate le migliori produzioni cinematografiche e televisive del 2017.
In seguito sono elencate le categorie. Il relativo vincitore è stato indicato in grassetto

## Cinema

### Film dell'anno
- Chiamami col tuo nome (Call Me By Your Name), regia di Luca Guadagnino
- 120 battiti al minuto (120 battements par minute), regia di Robin Campillo
- La forma dell'acqua - The Shape of Water (The Shape of Water), regia di Guillermo del Toro
- Lady Bird, regia di Greta Gerwig
- Scappa - Get Out (Get Out), regia di Jordan Peele

### Film a tematica LGBTQ dell'anno
- Chiamami col tuo nome (Call Me By Your Name), regia di Luca Guadagnino
- 120 battiti al minuto (120 battements par minute), regia di Robin Campillo
- La battaglia dei sessi (Battle of the Sexes), regia di Jonathan Dayton e Valerie Faris
- Una donna fantastica (Una mujer fantástica), regia di Sebastián Lelio
- La terra di Dio - God's Own Country (God's Own Country), regia di Francis Lee

### Film "campy" dell'anno
- Madre! (mother!), regia di Darren Aronofsky
- Baywatch, regia di Seth Gordon
- The Disaster Artist, regia di James Franco
- The Greatest Showman, regia di Michael Gracey
- Tonya (I, Tonya), regia di Craig Gillespie

### Film più sottovalutato dell'anno
- La terra di Dio - God's Own Country (God's Own Country), regia di Francis Lee
- 120 battiti al minuto (120 battements par minute), regia di Robin Campillo
- Beach Rats, regia di Eliza Hittman
- Professor Marston and the Wonder Women, regia di Angela Robinson
- La stanza delle meraviglie (Wonderstruck), regia di Todd Haynes

### Film straniero dell'anno
- 120 battiti al minuto (120 battements par minute), regia di Robin Campillo • Francia
- Una donna fantastica (Una mujer fantástica), regia di Sebastián Lelio • Cile
- Per primo hanno ucciso mio padre (First They Killed My Father), regia di Angelina Jolie • Cambogia
- The Square, regia di Ruben Östlund • Svezia
- Thelma, regia di Joachim Trier • Norvegia

### Film documentario dell'anno
- Visages villages, regia di Agnès Varda e JR
- Bombshell - La storia di Hedy Lamarr (Bombshell: The Hedy Lamarr Story), regia di Alexandra Dean
- The Death and Life of Marsha P. Johnson, regia di David France
- Jane, regia di Brett Morgen
- Kedi - La città dei gatti (Kedi), regia di Ceyda Torun

### Film dall'impatto visivo più forte dell'anno
- La forma dell'acqua - The Shape of Water (The Shape of Water), regia di Guillermo del Toro
- Blade Runner 2049, regia di Denis Villeneuve
- Chiamami col tuo nome (Call Me By Your Name), regia di Luca Guadagnino
- Dunkirk, regia di Christopher Nolan
- La stanza delle meraviglie (Wonderstruck), regia di Todd Haynes

### Regista dell'anno
- Greta Gerwig – Lady Bird
- Sean Baker – Un sogno chiamato Florida (The Florida Project)
- Guillermo del Toro – La forma dell'acqua - The Shape of Water (The Shape of Water)
- Luca Guadagnino – Chiamami col tuo nome (Call Me By Your Name)
- Christopher Nolan – Dunkirk
- Jordan Peele – Scappa - Get Out (Get Out)

### Attore dell'anno
- Timothée Chalamet – Chiamami col tuo nome (Call Me By Your Name)
- Nahuel Pérez Biscayart – 120 battiti al minuto (120 battements par minute)
- James Franco – The Disaster Artist
- Daniel Kaluuya – Scappa - Get Out (Get Out)
- Gary Oldman – L'ora più buia (Darkest Hour)

### Attrice dell'anno
- Sally Hawkins – La forma dell'acqua - The Shape of Water (The Shape of Water)
- Frances McDormand – Tre manifesti a Ebbing, Missouri (Three Billboards Outside Ebbing, Missouri)
- Margot Robbie – Tonya (I, Tonya)
- Saoirse Ronan – Lady Bird
- Daniela Vega – Una donna fantastica (Una mujer fantástica)

### Attore non protagonista dell'anno
- Michael Stuhlbarg – Chiamami col tuo nome (Call Me By Your Name)
- Willem Dafoe – Un sogno chiamato Florida (The Florida Project)
- Armie Hammer – Chiamami col tuo nome (Call Me By Your Name)
- Richard Jenkins – La forma dell'acqua - The Shape of Water (The Shape of Water)
- Sam Rockwell – Tre manifesti a Ebbing, Missouri (Three Billboards Outside Ebbing, Missouri)

### Attrice non protagonista dell'anno
- Laurie Metcalf – Lady Bird
- Mary J. Blige – Mudbound
- Tiffany Haddish – Il viaggio delle ragazze (Girls Trip)
- Allison Janney – Tonya (I, Tonya)
- Michelle Pfeiffer – Madre! (mother!)

### Sceneggiatura dell'anno
- Jordan Peele – Scappa - Get Out (Get Out)
- Guillermo del Toro – La forma dell'acqua - The Shape of Water (The Shape of Water)
- Greta Gerwig – Lady Bird
- James Ivory – Chiamami col tuo nome (Call Me By Your Name)
- Martin McDonagh – Tre manifesti a Ebbing, Missouri (Three Billboards Outside Ebbing, Missouri)

## Televisione

### Serie, miniserie o film tv drammatico dell'anno
- Big Little Lies - Piccole grandi bugie (Big Little Lies)
- The Crown
- Feud: Bette and Joan
- The Handmaid's Tale
- Twin Peaks

### Serie, miniserie o film tv commedia dell'anno
- La fantastica signora Maisel (The Marvelous Mrs. Maisel)
- Better Things
- GLOW
- The Good Place
- Will & Grace

### Serie, miniserie, film tv o altra trasmissione a tematica LGBTQ dell'anno
- RuPaul's Drag Race
- Difficult People
- Sense8
- Transparent
- Will & Grace

### Serie, miniserie, film tv o altra trasmissione "campy" dell'anno
- Feud: Bette and Joan
- Dynasty
- Riverdale
- RuPaul's Drag Race
- Will & Grace

### Serie, miniserie, film tv o altra trasmissione più sottovalutata dell'anno
- American Gods
- At Home with Amy Sedaris
- Dear White People
- Difficult People
- The Leftovers - Svaniti nel nulla (The Leftovers)

### Programma di attualità dell'anno
- Full Frontal with Samantha Bee
- Last Week Tonight with John Oliver
- Late Night with Seth Meyers
- The Late Show with Stephen Colbert
- The Rachel Maddow Show

### Attore televisivo dell'anno
- Kyle MacLachlan – Twin Peaks
- Aziz Ansari – Master of None
- Sterling K. Brown – This Is Us
- Jonathan Groff – Mindhunter
- Alexander Skarsgård – Big Little Lies - Piccole grandi bugie (Big Little Lies)

### Attrice televisiva dell'anno
- Nicole Kidman – Big Little Lies - Piccole grandi bugie (Big Little Lies)
- Claire Foy – The Crown
- Jessica Lange – Feud: Bette and Joan
- Elisabeth Moss – The Handmaid's Tale
- Reese Witherspoon – Big Little Lies - Piccole grandi bugie (Big Little Lies)

### Performance musicale televisiva dell'anno
- Kate McKinnon con (Kellyanne) Conway! – Saturday Night Live
- Lady Gaga con l'half-time show – Super Bowl LI
- Brendan McCreary e John Mulaney con I'm Gay – Big Mouth
- Pink con Beautiful Trauma – 45ª edizione degli American Music Awards
- Sasha Velour con So Emotional – RuPaul's Drag Race

## Altri premi

### Stella emergente ("We're Wilde About You!" Rising Star Award)
- Timothée Chalamet
- Harris Dickinson
- Tiffany Haddish
- Daniel Kaluuya
- Daniela Vega

### Spirito selvaggio dell'anno (Wilde Wit of the year Award)
- Kate McKinnon (ex aequo)
- Jordan Peele (ex aequo)
- Samantha Bee
- Stephen Colbert
- John Oliver

### Artista dell'anno (Wilde Artist of the year Award)
- Jordan Peele
- Guillermo del Toro
- Greta Gerwig
- Patty Jenkins
- David Lynch

### Timeless Award
- Meryl Streep